# Điện ảnh Macedonia
Điện ảnh Macedonia (tiếng Macedonia: Македонија кино) là tên gọi ngành công nghiệp Điện ảnh của nước Cộng hòa Macedonia từ 1895 đến nay.